# Sematophyllum calamicola
Sematophyllum calamicola là một loài Rêu trong họ Sematophyllaceae. Loài này được (Müll. Hal.) O. Yano miêu tả khoa học đầu tiên năm 1989.